# Manifest Debiana
Manifest Debiana (ang. Debian Manifesto) – napisany przez Iana Murdocka dokument definiujący główne założenia i cele przyświecające powstaniu dystrybucji systemu operacyjnego GNU/Linux Debian.